# Prva opijska vojna
Britansko-kitajska vojna v času 1840-1842, s katero se je začelo obdobje gospodarskega podjarmljenja Kitajske zahodnim silam. Leta 1839 je kitajska vlada odredila popolno prepoved opija ter za njegovo uporabo, pridelovnaje in trgovanje zagrozila s smrtno kaznijo. Namen tega je bil zavarovati ljudi pred uničujočimi posledicami uživanja opija in zaustavitev odtekanja srebra v tujino. Srebro se je namreč uporabljalo za plačevanje opija. Opijska vojna se je začela z uničenjem 20.000 zabojev z nad 1000 t opija. Vojaška premoč Britancev je Kitajce kmalu prisilila v podpis mirovne pogodbe v Nankingu 1842, s katero je Kitajska odstopila Hongkong in bila prisiljena odpreti pet pristanišč ter uvozno in izvozno tarifo trdno povezati z Združenim kraljestvom.